# GLONASS-K

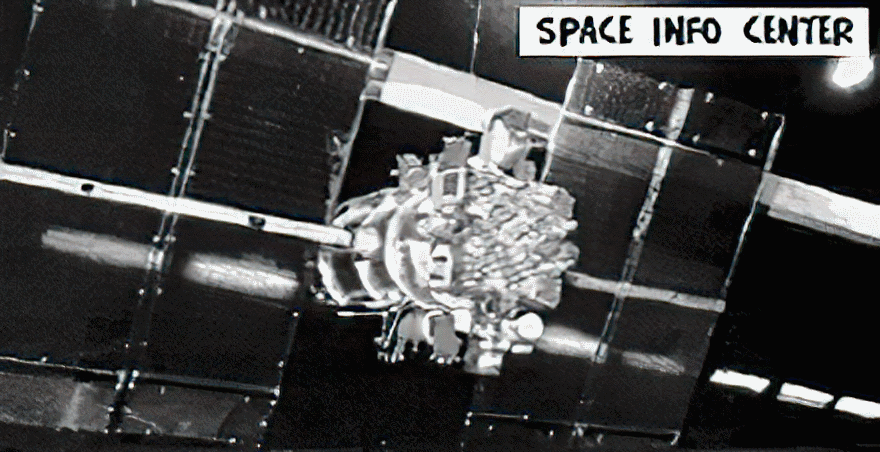
GLONASS

GLONASS-K là vệ tinh thế hệ mới nhất được thiết kế nhằm phục vụ hệ thống định vị toàn cầu GLONASS của Nga. Được phát triển bởi Reshetnev Information Satellite Systems và nó được phóng lên không gian vào ngày 26 tháng 2 năm 2011, với mục tiêu nâng cấp chủ yếu thế hệ vệ tinh thứ hai GLONASS-M. Thế hệ GLONASS-K có tuổi thọ lâu hơn và độ chính xác cao hơn các thế hệ vệ tinh định vị trước của Nga.

## Lịch sử
Chương trình mục tiêu liên bang "Global Navigation System" 2002–2011, đề xuất năm 2001, hướng tới mục tiêu phát triển và xây dựng thế hệ vệ tinh định vị thứ ba, gọi là GLONASS-K, như là một phần trong chương trình nâng cấp GLONASS trong giai đoạn 2005–2011. Vệ tinh mới là sự nối tiếp của GLONASS-M, được giới thiệu năm 2003. Cơ quan Vũ trụ Liên bang (Roscosmos) ban đầu đặt hàng 27 vệ tinh GLONASS-K từ Reshetnev Information Satellite Systems, công ty đã phát triển các thế hệ vệ tinh GLONASS trước đó. Ngày 7 tháng 12 năm 2010, công ty thông báo đã hoàn thành việc thử nghiệm vệ tinh GLONASS-K đầu tiên. Vệ tinh này được đưa lên quỹ đạo ngày 26 tháng 2 năm 2011.